# Coupe de Nice 2015
Coupe de Nice 2015 – międzynarodowy turniej seniorów w łyżwiarstwie figurowym w sezonie 2015/2016. Został rozegrany w dniach 14-18 października 2015 roku we francuskiej Nicei.
Wśród solistów triumfował Chafik Besseghier, natomiast w rywalizacji solistek najlepsza okazała się Jelizawieta Tuktamyszewa. Spośród par sportowych najlepsi byli Niemcy Mari Vartmann i Ruben Blommaert. W rywalizacji par tanecznych zwyciężyli Finowie Cecilia Törn i Jussiville Partanen.

## Wyniki

### Soliści
| Pozycja | Zawodnicy          | Punkty | SP | SP    | FS | FS     |
| ------- | ------------------ | ------ | -- | ----- | -- | ------ |
| 1       | Chafik Besseghier  | 231.11 | 1  | 79.92 | 1  | 151.19 |
| 2       | Aleksandr Majorow  | 220.10 | 6  | 72.27 | 2  | 147.83 |
| 3       | Dmitrij Alijew     | 217.86 | 2  | 76.15 | 3  | 141.71 |
| 4       | Michal Březina     | 215.55 | 4  | 74.21 | 4  | 141.34 |
| 5       | Jorik Hendrickx    | 212.10 | 5  | 73.94 | 5  | 138.16 |
| 6       | Aleksandr Pietrow  | 208.99 | 3  | 75.80 | 6  | 133.19 |
| 7       | Iwan Pawłow        | 194.56 | 7  | 66.58 | 7  | 127.98 |
| 8       | Simon Hocquaux     | 178.69 | 10 | 59.09 | 8  | 119.60 |
| 9       | Paul Fentz         | 170.46 | 9  | 59.70 | 11 | 110.76 |
| 10      | Adrien Tesson      | 168.72 | 11 | 57.91 | 10 | 110.81 |
| 11      | Andriej Łazukin    | 155.00 | 15 | 52.12 | 13 | 102.88 |
| 12      | Thomas Kennes      | 153.75 | 19 | 50.33 | 12 | 103.42 |
| 13      | Oddvoll Boe Sondre | 152.70 | 23 | 41.41 | 9  | 111.29 |
| 14      | Nicola Todeschini  | 152.30 | 12 | 54.38 | 15 | 97.92  |
| 15      | Valtter Virtanen   | 151.76 | 18 | 51.00 | 14 | 100.76 |
| 16      | Trevor Bergovist   | 148.56 | 17 | 51.16 | 16 | 97.40  |
| 17      | Jamie Wright       | 146.94 | 14 | 52.58 | 17 | 94.36  |
| 18      | Manuel Köll        | 141.76 | 16 | 51.98 | 19 | 89.78  |
| 19      | Murad Kurbanow     | 133.17 | 22 | 43.00 | 18 | 90.17  |
| 20      | Alexander Bjelde   | 132.01 | 13 | 53.23 | 21 | 78.78  |
| 21      | Vincent Cuerel     | 130.74 | 21 | 48.07 | 20 | 82.67  |
| 22      | Paul Arrateig      | 126.63 | 20 | 48.90 | 22 | 77.73  |
| 23      | Florian Gostelie   | 105.09 | 24 | 35.18 | 23 | 69.91  |
| DNF     | Ivan Righini       |        | 8  | 60.32 |    |        |
| DNS     | Kévin Aymoz        |        |    |       |    |        |

### Solistki
| Pozycja | Zawodnicy                | Punkty | SP | SP    | FS | FS     |
| ------- | ------------------------ | ------ | -- | ----- | -- | ------ |
| 1       | Jelizawieta Tuktamyszewa | 179.23 | 2  | 59.12 | 1  | 120.11 |
| 2       | Alona Leonowa            | 178.59 | 1  | 68.52 | 2  | 110.07 |
| 3       | Laurine Lecavelier       | 155.78 | 3  | 54.99 | 3  | 100.79 |
| 4       | Anna Knyczenkowa         | 150.74 | 4  | 51.82 | 4  | 98.92  |
| 5       | Nathalie Wienzierl       | 130.74 | 10 | 41.54 | 5  | 89.20  |
| 6       | Russo Giada              | 130.73 | 7  | 45.79 | 6  | 84.94  |
| 7       | Loena Hendricks          | 130.10 | 6  | 49.12 | 9  | 80.98  |
| 8       | Karly Robertson          | 127.35 | 8  | 44.30 | 8  | 83.05  |
| 9       | Nadjma Mahamoud          | 126.72 | 9  | 43.21 | 7  | 83.51  |
| 10      | Nicole Schott            | 124.31 | 5  | 51.12 | 11 | 73.19  |
| 11      | Helery Halvin            | 117.89 | 11 | 40.78 | 10 | 77.11  |
| 12      | Katie Powell             | 108.00 | 16 | 38.36 | 12 | 69.64  |
| 13      | Laure Nicodet            | 106.50 | 17 | 38.31 | 13 | 68.19  |
| 14      | Linnea Mellgren          | 105.63 | 14 | 39.43 | 14 | 66.20  |
| 15      | Elin Hallberg            | 99.66  | 18 | 35.62 | 15 | 64.04  |
| 16      | Jéromie Repond           | 99.31  | 15 | 38.74 | 16 | 60.57  |
| 17      | Jelizawieta Leonowa      | 95.75  | 12 | 40.69 | 17 | 55.06  |
| 18      | Julia Sauter             | 91.63  | 13 | 39.63 | 18 | 52.00  |
| 19      | Lara Nicola Roth         | 79.44  | 19 | 31.67 | 19 | 47.77  |

### Pary sportowe
| Pozycja | Zawodnicy                             | Punkty | SP | SP    | FS | FS     |
| ------- | ------------------------------------- | ------ | -- | ----- | -- | ------ |
| 1       | Mari Vartmann / Ruben Blommaert       | 165.40 | 1  | 59.42 | 1  | 105.98 |
| 2       | Miriam Ziegler / Severin Kiefer       | 141.02 | 2  | 47.50 | 2  | 93.52  |
| 3       | Camille Mendoza / Paweł Kowaliew      | 127.00 | 3  | 46.42 | 3  | 80.58  |
| 4       | Minerva-Fabienne Hase / Nolan Seegert | 118.62 | 4  | 42.78 | 4  | 75.84  |
| 5       | Ioulia Chtchetinina / Noah Scherer    | 111.78 | 5  | 37.10 | 5  | 74.68  |
| 6       | Anna Maria Pearce / Mark Magyar       | 98.74  | 6  | 33.06 | 6  | 65.68  |

### Pary taneczne
| Pozycja | Zawodnicy                                     | Punkty | SP | SP    | FS | FS    |
| ------- | --------------------------------------------- | ------ | -- | ----- | -- | ----- |
| 1       | Cecilia Törn / Jussiville Partanen            | 135.04 | 2  | 50.58 | 1  | 84.46 |
| 2       | Lorenza Alessandrini / Pierre Souquet-Basiege | 127.44 | 3  | 48.76 | 2  | 78.68 |
| 3       | Carolane Soucisse / Simon Tanguay             | 125.40 | 1  | 50.66 | 3  | 74.74 |
| 4       | Waleria Gajstriuk / Aleksed Olejnik           | 119.96 | 4  | 48.46 | 4  | 71.50 |
| 5       | Laureline Aubry / Kevin Bellingard            | 107.38 | 5  | 41.78 | 5  | 65.60 |
| 6       | Cécile Postiaux / Richard Postiaux            | 95.84  | 6  | 37.82 | 6  | 58.02 |
| 7       | Katarina Paice / Iourii Ieremenko             | 86.68  | 7  | 33.68 | 7  | 53.00 |
| DNS     | Péroline Ojardias / Michaël Bramante          |        |    |       |    |       |